# Kiang tybetański
Kiang tybetański, kiang (Equus kiang) – gatunek dużego ssaka z rodziny koniowatych. Zamieszkuje góry w Tybecie, na wysokości od 4000 do 7000 metrów n.p.m., Nepal, Chiny i Indie. Niektórzy naukowcy klasyfikują go jako podgatunek osła azjatyckiego E. hemionus kiang, jednak - wyniki badań genetycznych wskazują, że kiang jest odrębnym gatunkiem.

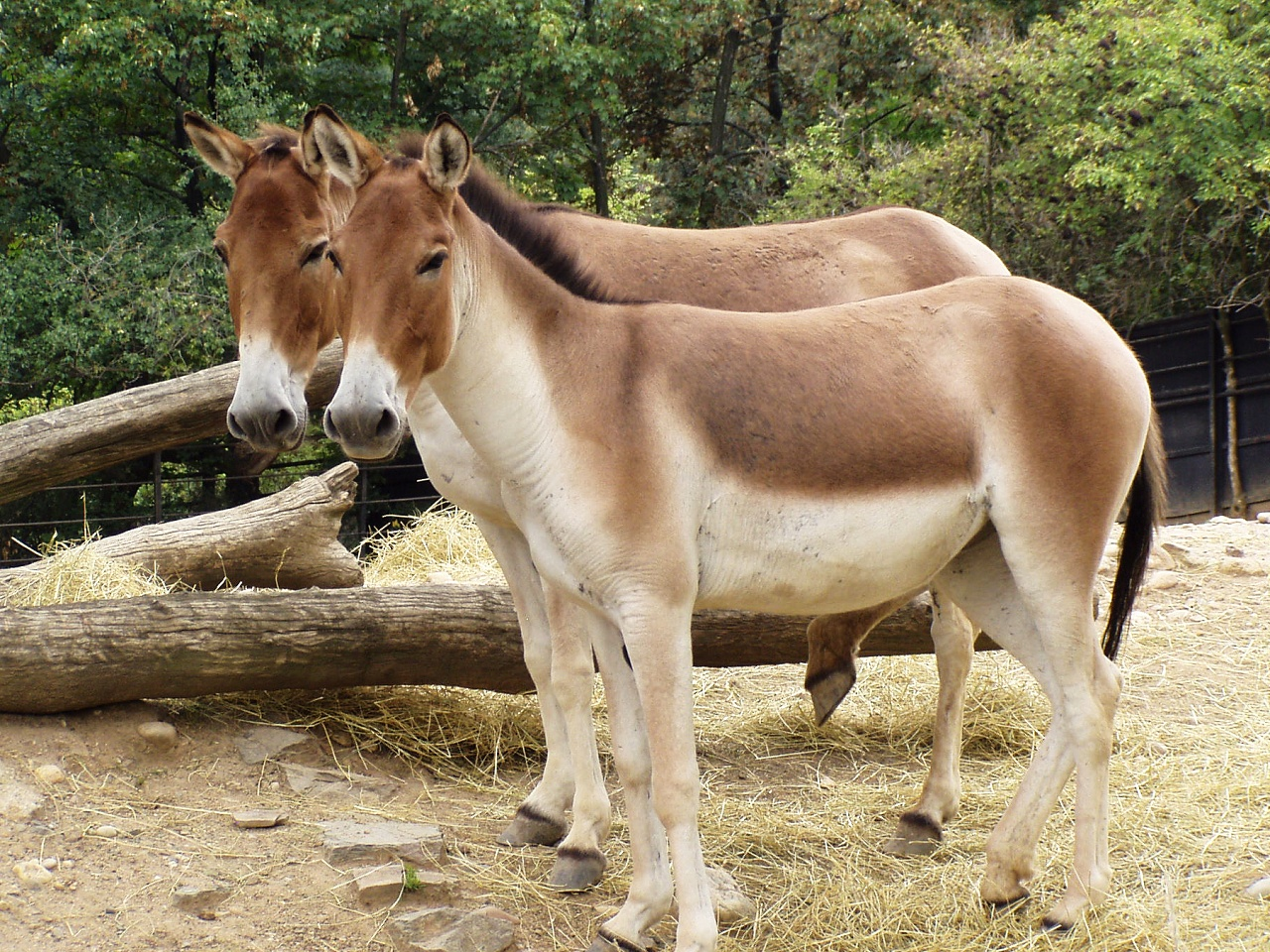

Jest największym ze wszystkich współczesnych osłów, osiąga w kłębie 140 cm i wagę 250-440 kg. Ubarwienie brunatnorude, brzuch w kolorze białym. Futro gęste, wełniste. 
Zamieszkuje tereny stepowe i półpustynne. Odżywia się trawą i krzewami.

## Podgatunki
Wyróżniono trzy podgatunki kianga. Ich pozycja systematyczna jest niepewna i wymaga udokumentowania.
- E. kiang holdereri – kiang wschodni[3]
- E. kiang kiang – kiang zachodni[3]
- E. kiang polyodon – kiang południowy[3]